# Макавецкас, Ромуальдас
Ромуальдас Макавецкас (12 июля 1926, Кедайняй, Ковенский уезд — 12 декабря 1985, Вильнюс) — литовский агроном, зоотехник, кандидат сельскохозяйственных наук.

## Биография
В 1948 году окончил Литовскую сельскохозяйственную академию. С 1949 по 1952 год работал в Сельскохозяйственном институте. В 1952 году был кандидатом сельскохозяйственных наук. С 1952 по 1981 год работал в Институте животноводства; с 1954 по 1956 год занимался животноводческим сектором, с 1960 по 1965 год работал заведующим отделом свиноводства, с 1965 по 1981 год был заместителем директора по научной работе, а с 1982 по 1985 год начальником управления животноводства и кормопроизводства Министерства плодоовощного хозяйства ЛССР.
Основной областью его научной деятельности было свиноводство. В 1967 году он впервые вывел литовскую белую породу свиней. Им были опубликованы научные статьи по свиноводству и племенной работе.

## Признание и награды
- Заслуженный зоотехник Литовской ССР (1967)
- Государственная премия Литовской ССР (1969)